# Blanka Waleská

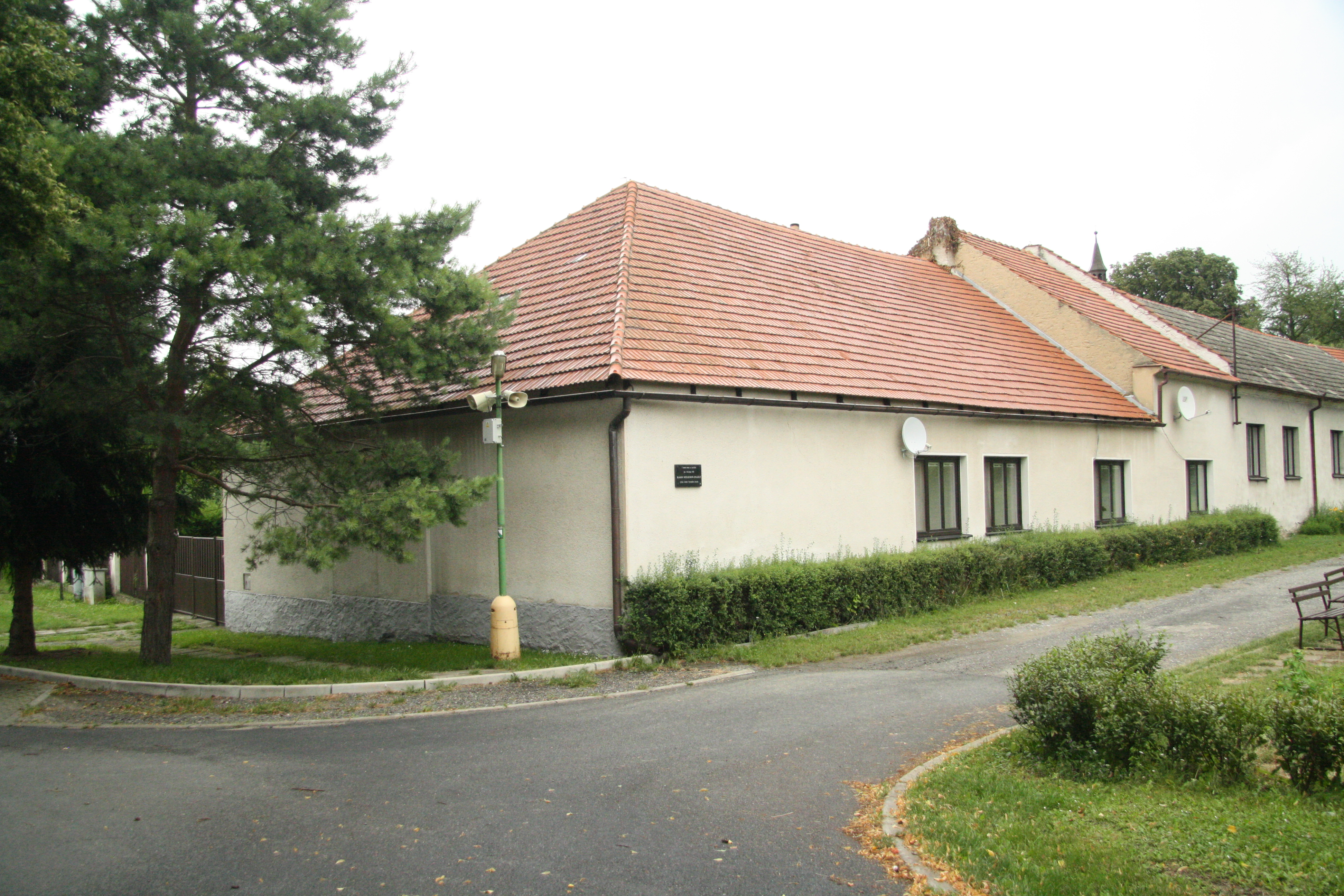
Rodný dům Blanky Wedlichové-Waleské v Cerhenicích, okr. Kolín

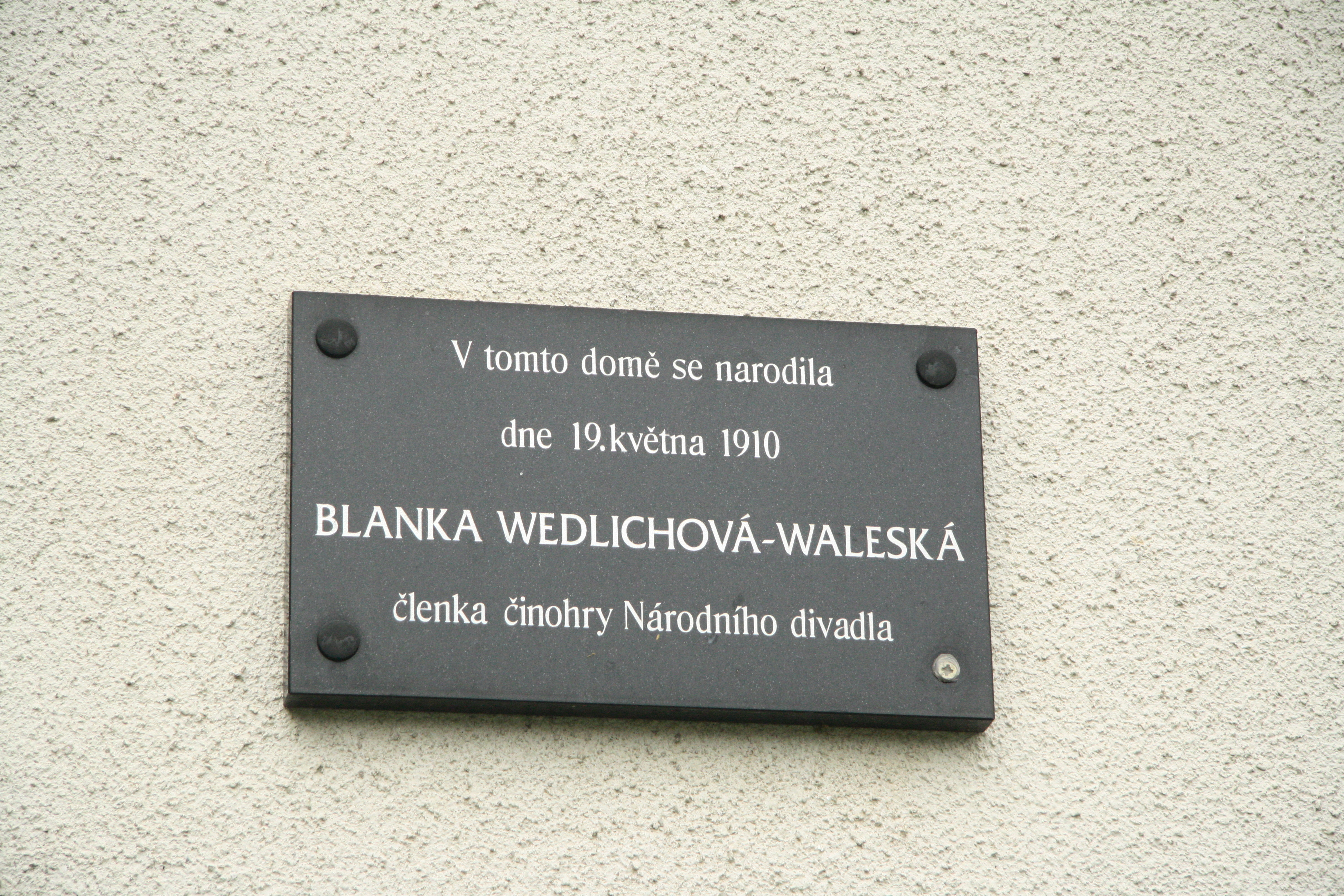
Pamětní deska Blanky Wedlichové-Waleské na jejím rodném domě v Cerhenicích, okr. Kolín

Blanka Waleská, vlastním jménem Blanka Wedlichová (19. května 1910 v Cerhenicích – 6. července 1986 v Praze) byla česká divadelní, filmová a televizní herečka.

## Biografie
Studovala na gymnáziu, ale přešla do Kolína na rodinnou školu, kterou však nedokončila. Působila jako vychovatelka dětí, statovala ve filmu a v tanečním souboru ve smíchovské Aréně.
S herectvím začínala poměrně pozdě, v letech 1930 až 1934 studovala na dramatickém oddělení pražské konzervatoře. Následně vystřídala celou řadu avantgardních a malých scén, hrála v Divadle Vlasty Buriana (1934), pokračovala v Novém divadle (1934–1936), krátce též v Osvobozeném divadle a poté byla angažována ve Státním divadle v Ostravě (1936–1941). V období 1941–1944 působila v Uranii a po osvobození v Divadle 5. května. Od roku 1948 až do roku 1976, kdy odešla do důchodu, působila jako významná a výrazná členka činoherního souboru Národního divadla v Praze.
Uplatnění našla i v rozhlase a televizi, účinkovala i ve filmech a věnovala se dabingu.
Byla životní partnerkou dlouholeté ředitelky Divadelního ústavu PhDr. Evy Soukupové.

## Ocenění
- 1958 vyznamenání Za vynikající práci
- 1960 ocenění zasloužilá členka ND
- 1965 titul zasloužilá umělkyně

## Divadelní role, výběr
- 1944 Jan Grmela: Velká cena, Marta, Národní divadlo, režie Vojta Novák
- 1945 Otakar Černoch: Veliká zkouška, Marie, Divadlo 5. května, režie Miloslav Jareš
- 1946 G.de Maupassant, F.Hochwälder: Tlustý anděl z Rouenu, Kulička, Divadlo 5. května, režie Alfréd Radok
- 1949 Maxim Gorkij: Jegor Bulyčev, Varvara, Stavovské divadlo, režie Aleš Podhorský
- 1949 Antonín Zápotocký: Vstanou noví bojovníci, Hamrová, Národní divadlo, režie Jaroslav Průcha
- 1950 William Shakespeare: Zkrocení zlé ženy, Vdovička, Tylovo divadlo, režie František Salzer
- 1952 A. N. Ostrovskij: Pozdní láska, Ludmila, Tylovo divadlo, režie František Salzer
- 1952 Anatolij Surov: Zelená ulice, Tichvinská, Tylovo divadlo, režie František Salzer
- 1954 Karel Čapek: Loupežník, Mimi, Tylovo divadlo, režie Alfréd Radok
- 1955 A.P.Čechov: Tři sestry, Irina, Tylovo divadlo, režie Zdeněk Štěpánek
- 1956 Gabriela Zapolska: Morálka paní Dulské, Mela Dulská, Tylovo divadlo, režie Miloš Nedbal
- 1963 William Shakespeare: Romeo a Julie, Paní Kapuletová, Národní divadlo, režie Otomar Krejča
- 1966 Luigi Pirandello: Šest postav hledá autora, Matka, Tylovo divadlo, režie Miroslav Macháček
- 1969 Jean Giraudoux: Trojská válka nebude, Kasandra, Tylovo divadlo, režie Evžen Sokolovský
- 1971 F. M. Dostojevskij, F.Lampertová: Strýčkův sen, Felisata Michajlovna, Tylovo divadlo, režie Miloslav Stehlík
- 1972 Václav Štech: Třetí zvonění, Julie Kvasnicová, Tylovo divadlo, režie Václav Hudeček

## Televize
- 1968 Vo modrým ptáčku (TV pohádka) – role: babička větru
- 1971 Růže a prsten (TV pohádka) – role: královna

## Rozhlas, výběr
- 1965 Božena Benešová: Věra Lukášová, Československý rozhlas, hudba: E. F. Burian, příprava a režie: Josef Henke, role: paní Lukášová.